# 溫莎洛克斯 (康乃狄克州)
溫莎洛克斯（英語：Windsor Locks）是一個位於美國康乃狄克州哈特福縣的城鎮。

## 地理
溫莎洛克斯的座標為41°55′30″N 72°38′58″W / 41.92500°N 72.64944°W，而該地的平均海拔高度為48米（即157英尺）。

## 人口
根據2010年美國人口普查的數據，溫莎洛克斯的面積為24.30平方千米，當中陸地面積為23.40平方千米，而水域面積為0.90平方千米。當地共有人口12,498人，而人口密度為每平方千米514人。